# Ribes velutinum
Ribes velutinum är en ripsväxtart som beskrevs av Edward Lee Greene. Ribes velutinum ingår i släktet ripsar, och familjen ripsväxter. Utöver nominatformen finns också underarten R. v. gooddingii.

## Bildgalleri

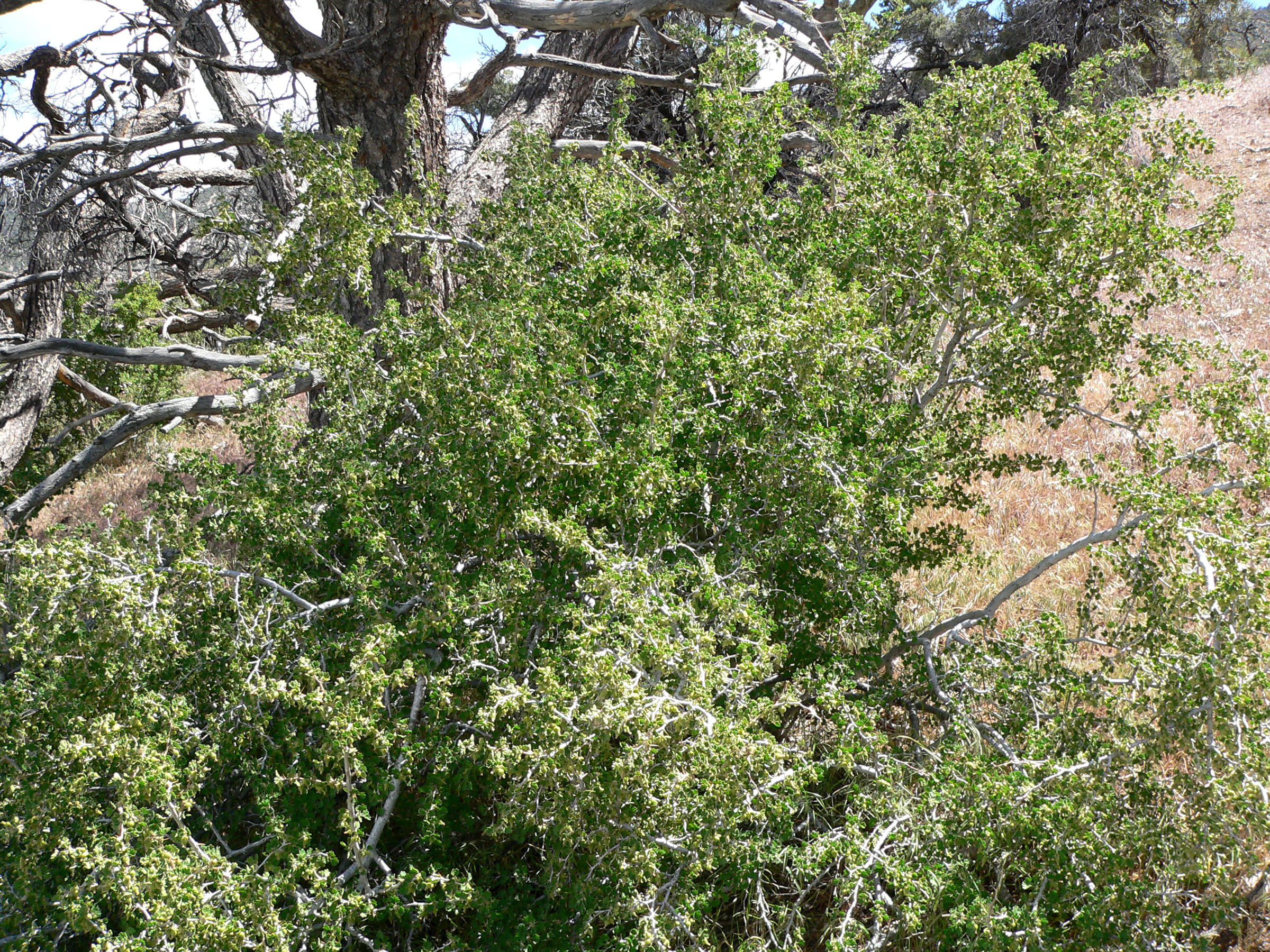
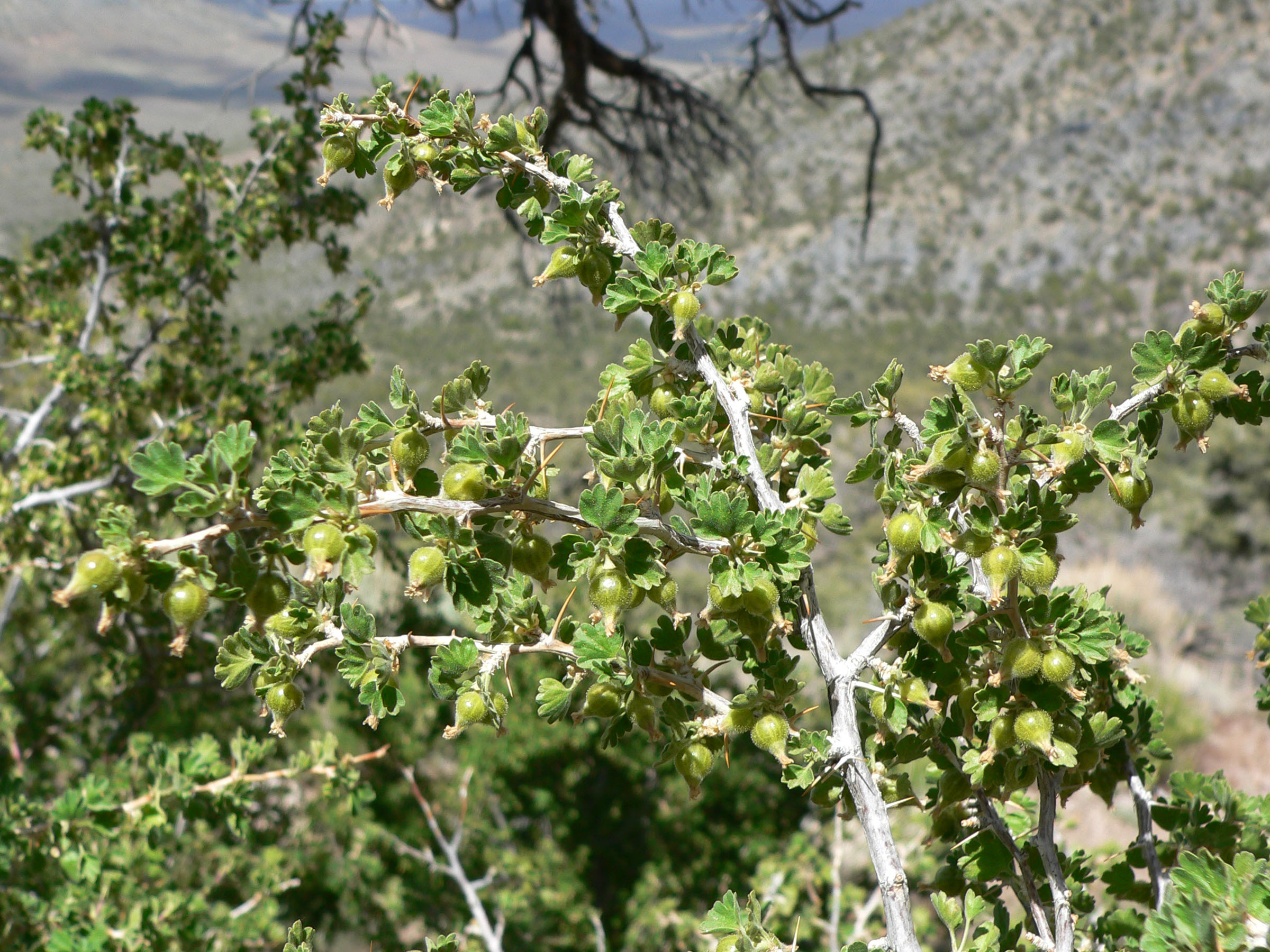
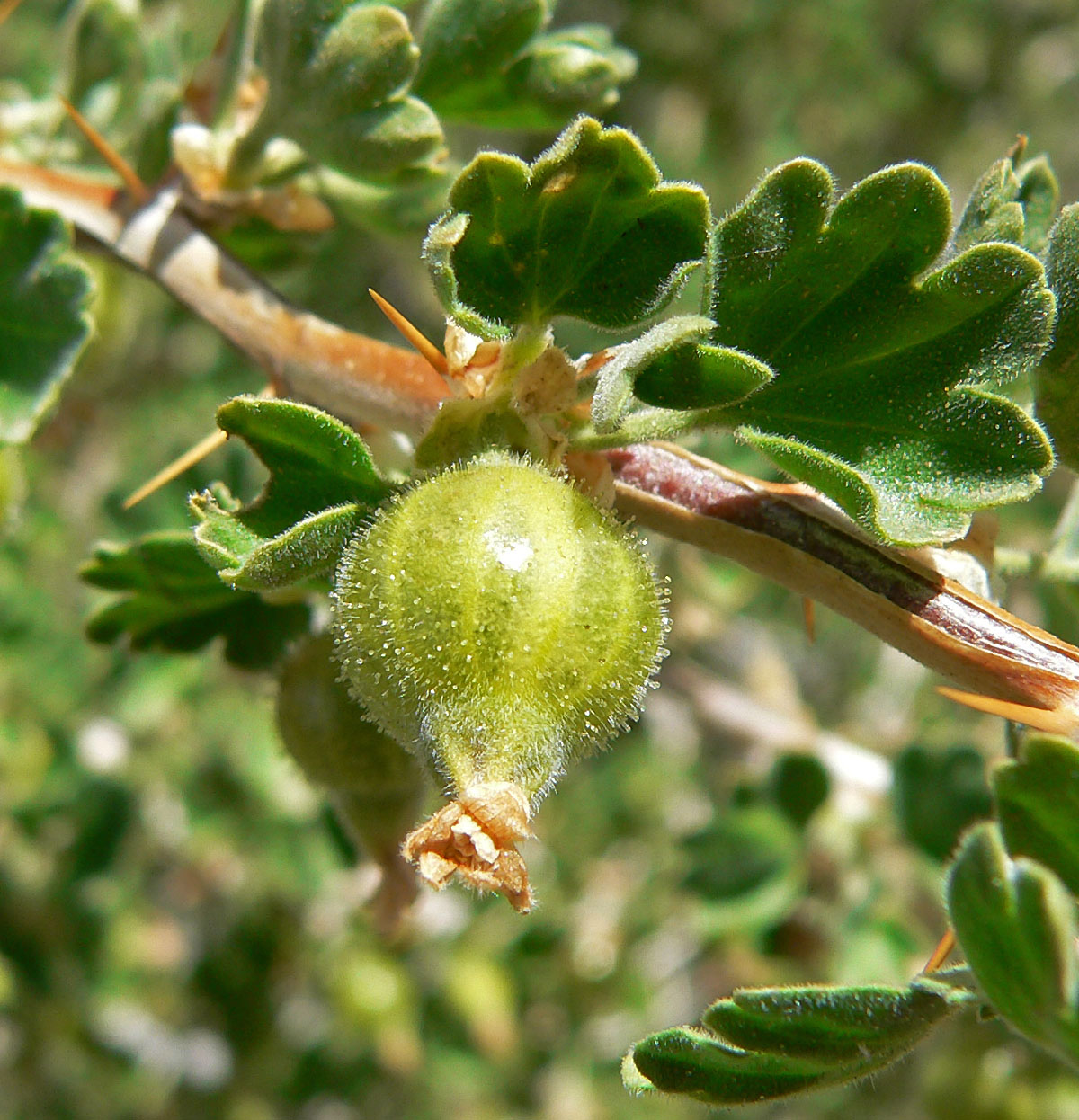
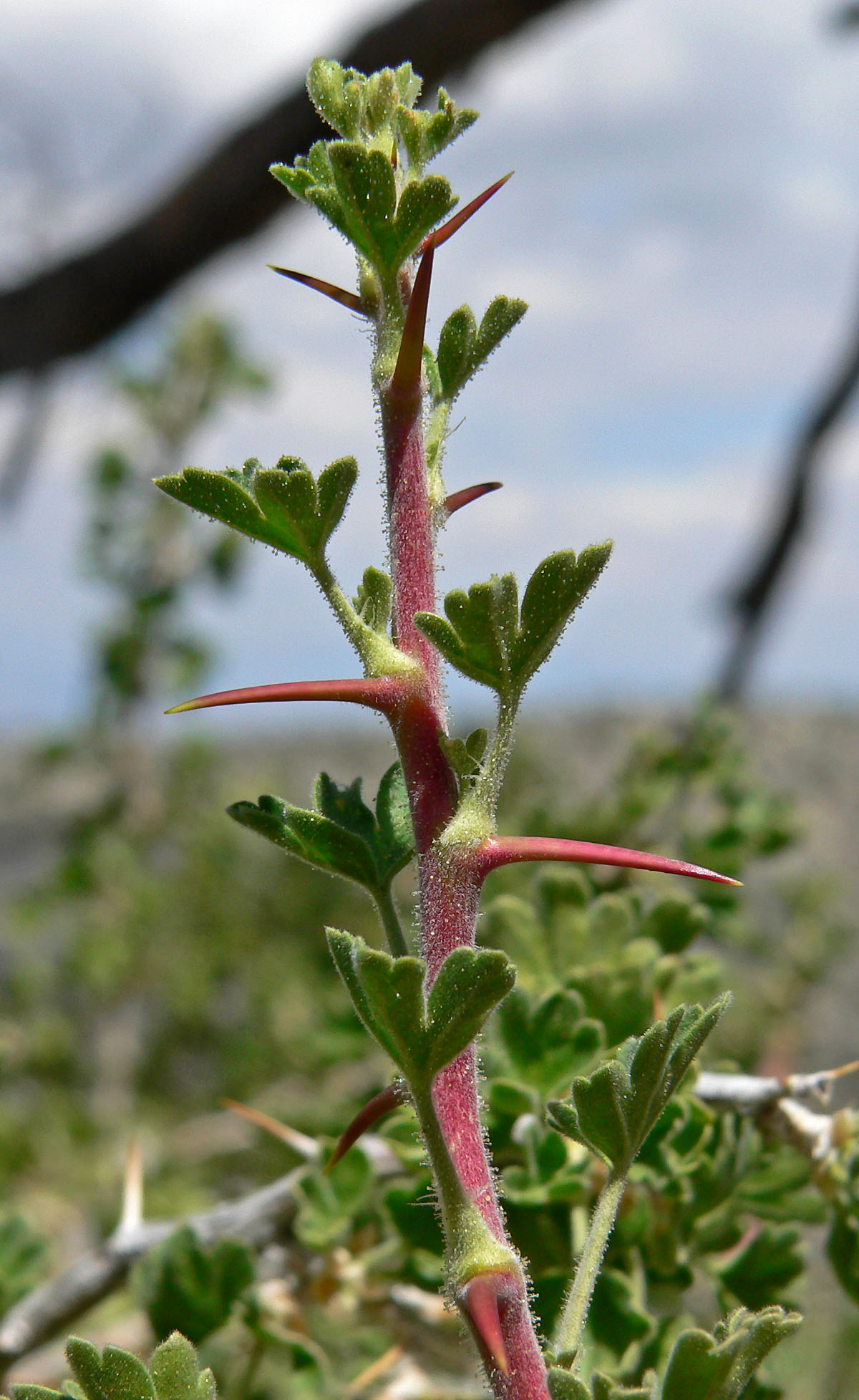
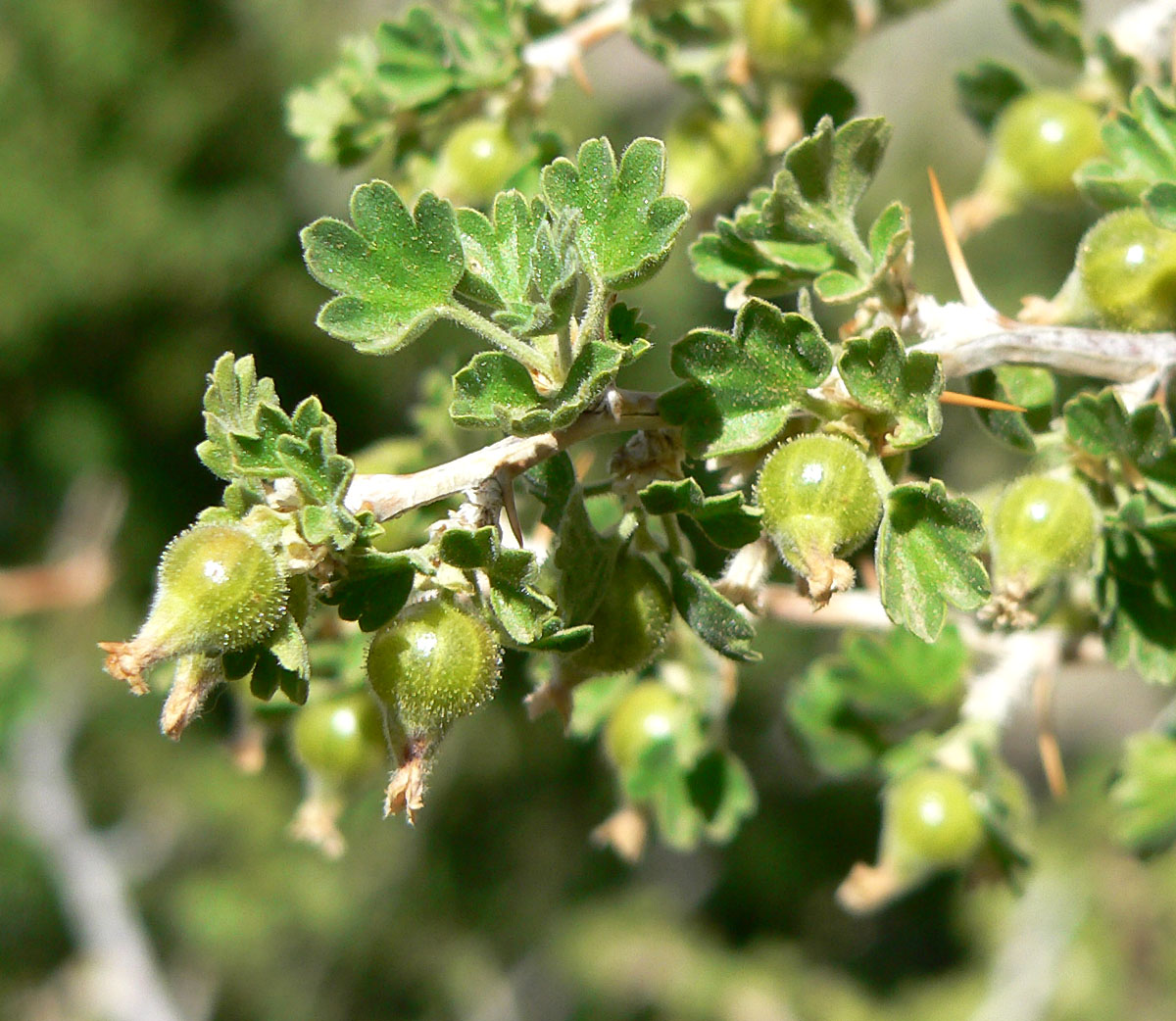